# Flicka
Flicka – amerykańsko-brytyjski film fabularny z 2006 roku. Film powstał na podstawie powieści Mary O'Hary. Film był nominowany do dwóch nagród Critics Choice Award na festiwalu Broadcast Film Critics Association Awards.
W Polsce alternatywnym tytułem filmu jest Moja przyjaciółka Flicka.

## Obsada
- Alison Lohman – Katie
- Dallas Roberts – Gus
- Dey Young – Ester Koop
- Wade Williams – Wade
- Nick Searcy – Norbert Rye
- Danny Pino – Jack
- Kaylee DeFer – Miranda
- Steve Fox – Vip Cowboy
- Tim McGraw - Rob McLaughlin
- Ryan Kwanten - Howard McLaughlin
- Maria Bello - Nell McLaughlin
- Bogdan Szumilas – ojciec
- Jeffrey Nordling - Rick Koop
- Buck Taylor - Wagner
- John O'Brien - Pan Masterson
- Armie Hammer - Prefekt
- Elizabeth Emery - Gracie

i inni.